# Fondamentalismo cristiano

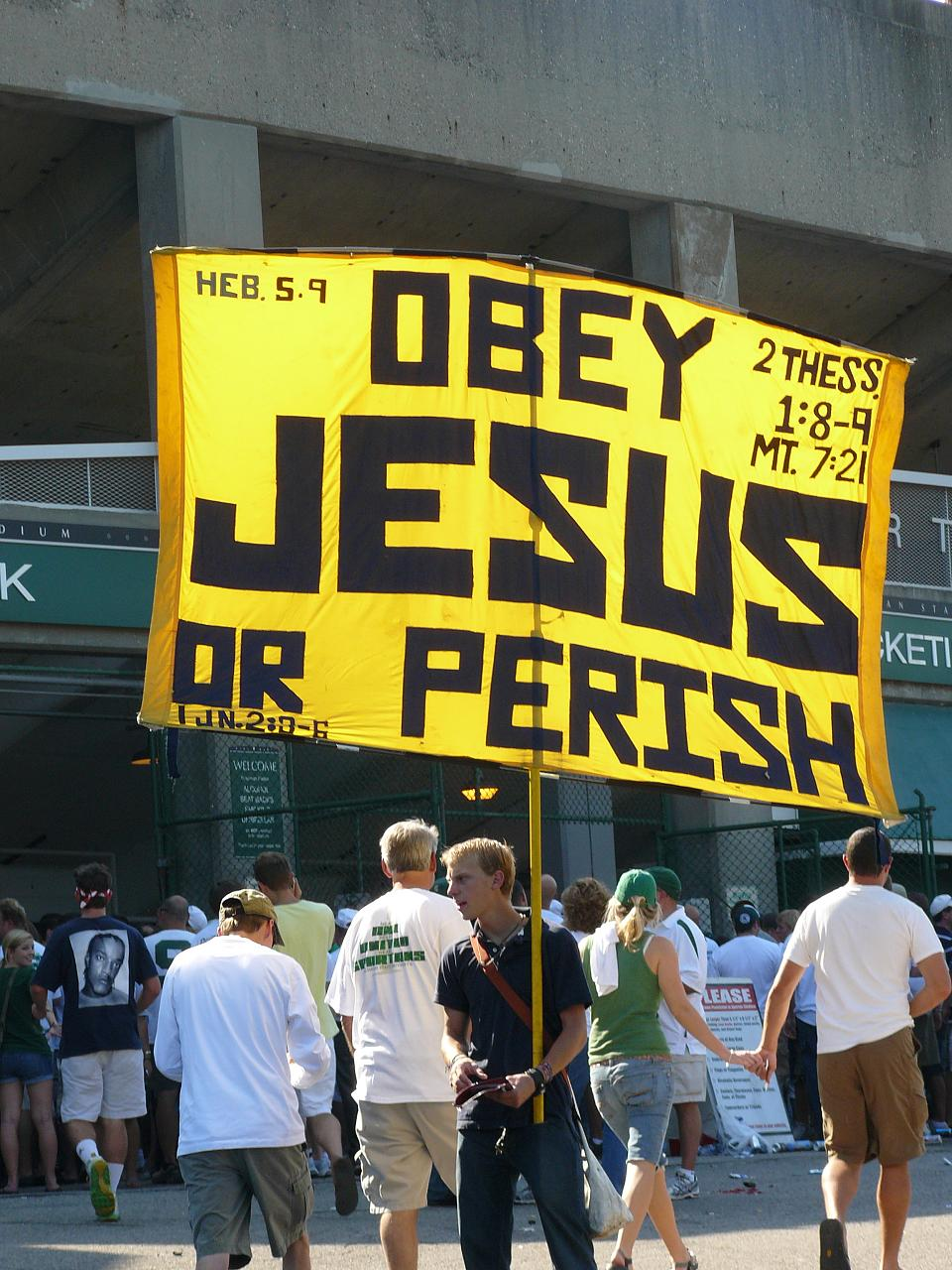
David Woroniecki, figlio del predicatore Michael Woroniecki, nel 2008 con un cartello rivolto ai tifosi di football nel campus della Michigan State University.

Per fondamentalismo cristiano è da intendersi, originariamente, un movimento teologico conservatore cristiano.
Nato all'interno del protestantesimo negli Stati Uniti d'America e nel Regno Unito, è sorto a partire dalla fine dell'XIX secolo in opposizione al modernismo teologico. Il termine, per estensione, è poi passato a definire, in generale, ogni tipo di conservatorismo religioso di matrice cristiana.
Il termine oggi generalmente indica il conservatorismo religioso cristiano, incluso quello più aggressivo rispetto a quello rappresentato dai moderati come Curtis Lee Laws e John Gresham Machen. A causa delle tattiche di certi leader, l'immagine dei fondamentalisti è diventata per molti versi uno stereotipo negativo, usato per rappresentare persone dalla mente ristretta, bellicose e separatiste.

## Storia
Le radici del fondamentalismo cristiano risalgono al XIX secolo, quando l'evoluzionismo, la critica biblica e lo studio comparativo delle religioni mettono in discussione gli antichi presupposti dell'autorità della rivelazione biblica. Al tempo stesso, dall'emergere in America della società urbana e industriale sorgono nuovi problemi etici, che vengono affrontati creativamente, in alcuni ambienti cristiani, da quello che sarà poi definito "vangelo sociale". 

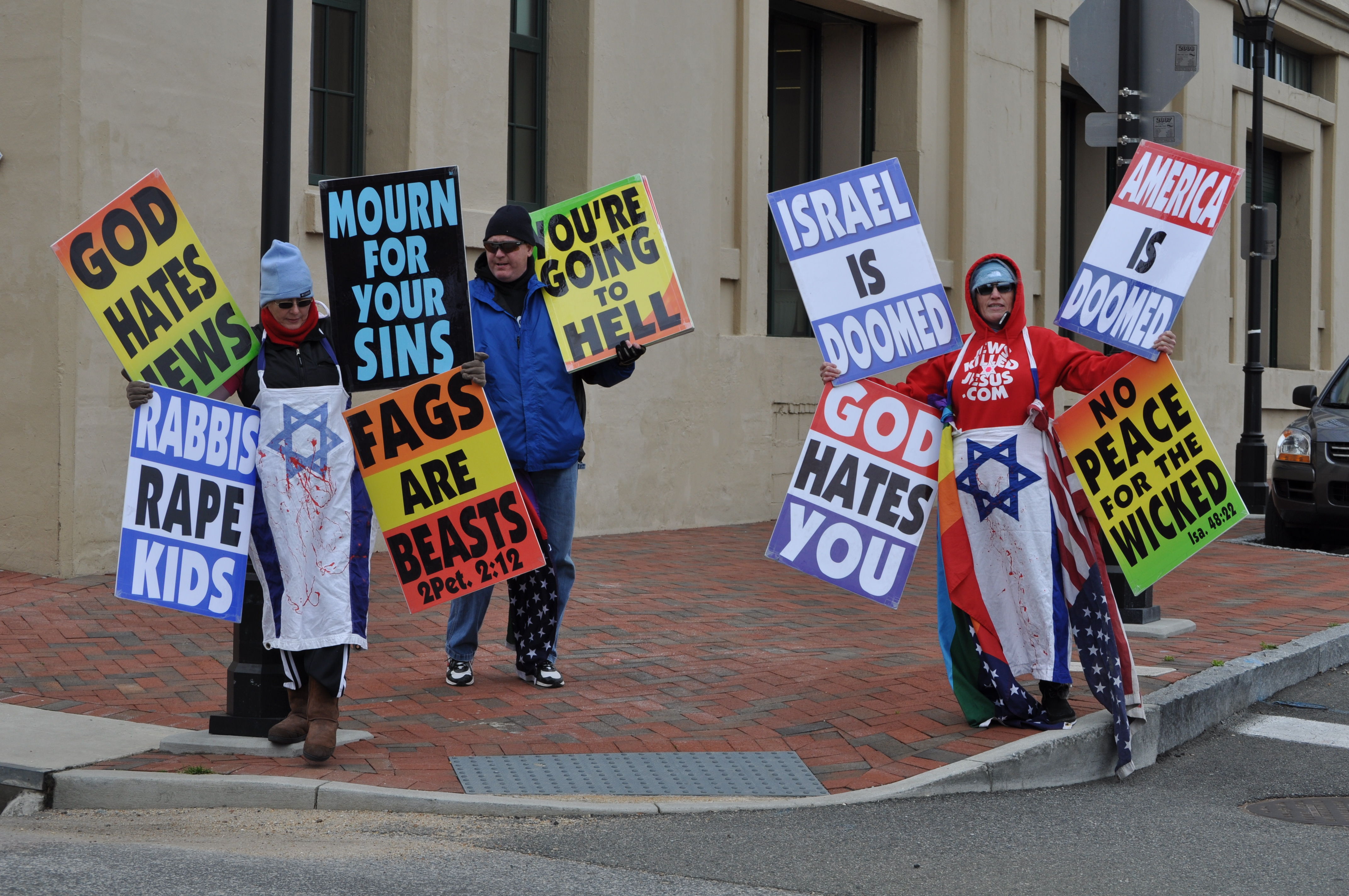
Fondamentalisti cristiani protestano con cartelli rivolti contro gli ebrei, i gay, gli Stati Uniti e Israele

A tutto questo si accompagnano gli studi biblici e la ricerca sulla storicità della Bibbia (che comprende numerose discipline, tra cui critica storica e letteraria, differente dalla critica testuale). Questi nuovi sviluppi del pensiero sono accolti con entusiasmo da molti intellettuali cristiani, desiderosi di aggiornare la fede cristiana e renderla più rilevante rispetto alla contemporaneità. Ecco così che praticamente, dagli anni venti del Novecento, le maggiori istituzioni accademiche delle chiese protestanti storiche accolgono, come un dato ormai acquisito e imprescindibile, l'alta critica della Bibbia. Questo successo, però, è conseguito dopo forti resistenze di altri, che vedono, in questa accoglienza e integrazione del pensiero moderno nelle chiese (modernismo), un atto privo di discernimento, che prelude all'alienazione e disintegrazione della stessa fede cristiana. Comincia così un acceso dibattito fra "progressisti" e "conservatori", che causerà conflitti e divisioni, spesso irreparabili, nelle chiese.
Un'offensiva significativa contro il modernismo è lanciata in America nel 1910 dalla pubblicazione de The Fundamentals (i "fondamenti", gli elementi fondamentali della fede). Per il 1918 il termine "fondamenti" diventa di uso comune, ma "fondamentalismo" e "fondamentalista" sono essi stessi coniati da Curtis Lee Laws, direttore della rivista battista Watchman-Examiner. Laws propone che un gruppo della Convenzione Battista del Nord adotti il termine "fondamentalista". Durante una conferenza a Buffalo nel 1920, Laws e diversi altri accettano questo titolo. Questo gruppo, chiamato popolarmente "la comunione fondamentalista", era composto da conservatori moderati, i quali credevano che i modernisti avessero pregiudicato i "fondamenti" dell'Evangelo, cioè la natura decaduta dell'uomo come conseguenza del peccato, la sua incapacità di salvarsi indipendentemente dalla grazia di Dio, l'indispensabilità della morte di Gesù per la rigenerazione dell'individuo e della società e l'autorevolezza della rivelazione biblica.
Questo gruppo, il primo ad applicare a sé stesso il termine "fondamentalista", non si identificava né con il dispensazionalismo, né con coloro che volevano ingaggiare una crociata militante contro l'evoluzionismo; asserivano ripetutamente di mirare esclusivamente alla preservazione delle affermazioni centrali della fede cristiana.
Gli storici hanno spesso dipinto il fondamentalismo come un movimento di "perdenti". Sebbene sia vero che i conservatori non siano stati in grado di giungere a una confessione di fede in alcuna delle denominazioni protestanti del nord, Laws e il suo gruppo non consideravano perduta la loro causa. Laws scrive, nel 1924, come scuole e missioni della sua denominazione siano di fatto riuscite a bloccare l'influenza liberale e a prevenire divisioni.
Una voce conservatrice più militante si fa però sentire nel 1923 con la formazione dell'Unione Battista Biblica. Composta da battisti sia del nord, sia del sud degli Stati Uniti, e anche canadesi, essa allarga la causa fondamentalista fino a includere la lotta contro l'evoluzione.

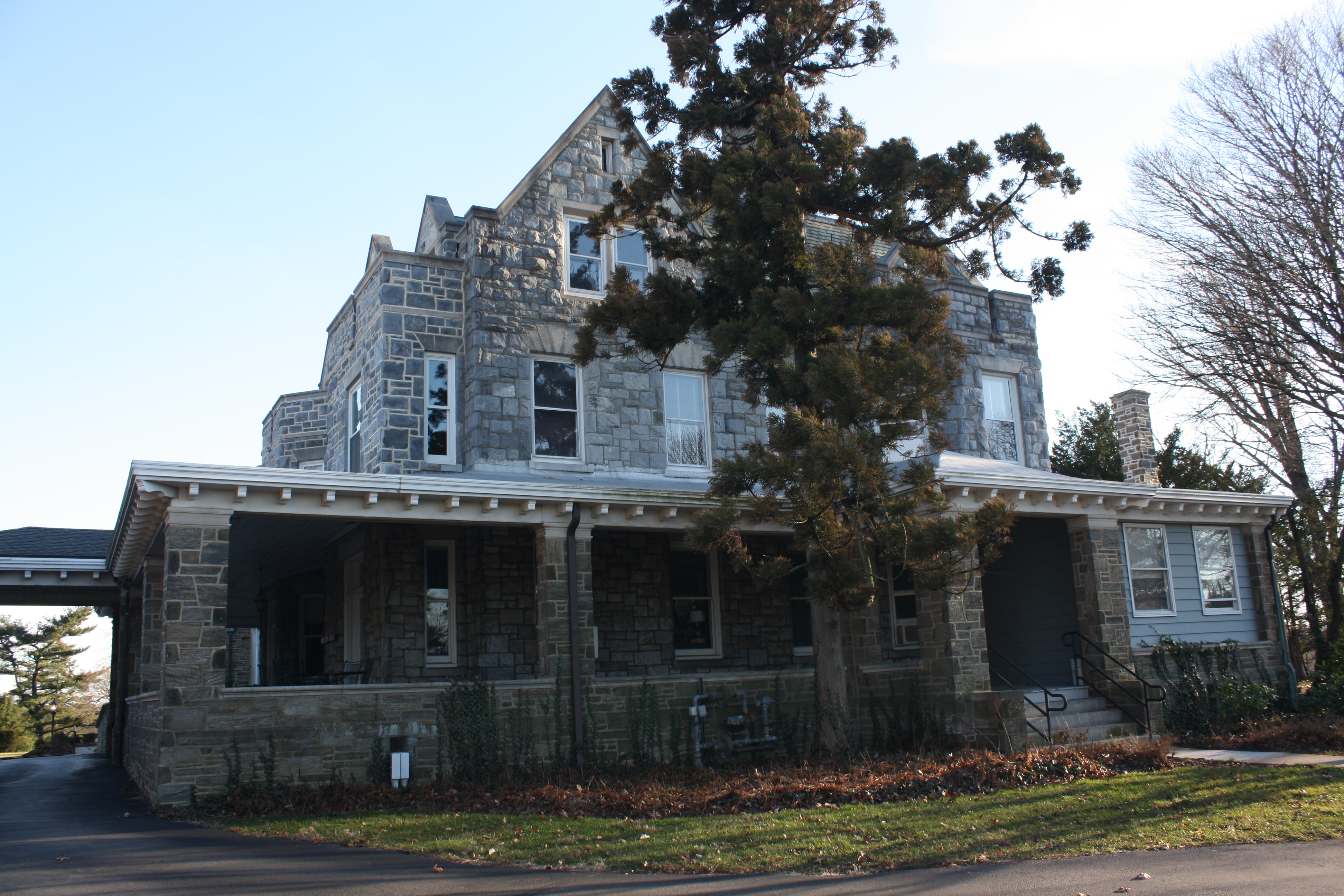
J. Gresham Machen Memorial Hall, presso il Westminster Theological Seminary, Glenside (Pennsylvania).

Fra i presbiteriani la causa conservatrice è condotta da John Gresham Machen del Seminario Teologico di Princeton. Quando egli rifiuta di interrompere i suoi rapporti con l'Independent Board of Presbyterian Foreign Missions, è accusato di ribellione contro i suoi superiori e giudicato colpevole. Questo condurrà poi alla formazione di una denominazione presbiteriana separata, la Orthodox Presbyterian Church, e di una scuola teologica indipendente, il Westminster Theological Seminary.
Negli anni cinquanta un numero crescente di conservatori comincia a rifiutare il termine "fondamentalista". Harold John Ockenga è uno dei primi a proporre, come alternativa, il termine "neo-evangelicale". Fa appello a un cristianesimo conservatore che si attenga alle dottrine centrali della fede cristiana, ma che sia pure intellettualmente rispettabile, interessato alle problematiche sociali ed allo spirito cooperativo. Dagli anni sessanta questa prospettiva si è approfondita e allargata. Carl F. H. Henry, Edward John Carnell e il periodico Christianity Today, come pure l'associazione evangelistica di Billy Graham, si sono identificati con il neo-evangelicalismo, che si considera l'erede dello spirito e dei propositi dei fondamentalisti originari.

## Caratteristiche
La maggior parte delle interpretazioni di questo movimento cerca di spiegarlo in termini socio-economici o psicologici, ma esso nasce essenzialmente dalla genuina aspirazione del revivalismo americano di rivalutare e riaffermare la validità permanente dell'ortodossia teologica cristiana, affermatasi nei primi cinque secoli della storia della Chiesa e ribadita nella Riforma protestante, in contrapposizione a ogni revisionismo dottrinale. Ulteriore confusione è sorta quando si è equiparato questo movimento ai cosiddetti "Cinque punti del Fondamentalismo", pubblicati dalla Niagara Bible Conference del 1895.
Il fondamentalismo cristiano può essere essenzialmente compreso come un tentativo di proteggere le dottrine o elementi essenziali ("fondamenti") della fede cristiana, messi in discussione dal pensiero moderno. Queste dottrine includono: la nascita verginale, la resurrezione e la divinità di Cristo, il carattere sostitutivo dell'opera espiatoria di Cristo sulla croce, la sua Seconda venuta e l'autorità e inerranza della Bibbia.

## Documentari
- Jesus Camp, 2006 di Heidi Ewing e Rachel Grady